# Конец и начало
«Конец и начало» — советский фильм 1963 года режиссёра Маноса Захариаса.

## Сюжет
О борьбе греческих патриотов с фашистскими захватчиками в мае 1941 года, когда на остров Крит высадился немецкий десант.
Спасаясь от немцев сходятся вместе семеро людей, совершенно разных по взглядам и характерам: бежавший из тюрьмы коммунист Мемос, спасающиеся из госпиталя военный врач Кимон, медицинская сестра Алика и санитарка Криньё, жандарм, и двое солдат — грек и отставший от своих новозеландец.

Бороться, истреблять фашистов! — предлагает коммунист Мемос. Отступить в Египет, — решает Кимон. И мы, зрители, страстно хотим знать, за кем пойдет небольшой отряд. И чтобы ответ на него был убедителен и художественно оправдан, авторы подробно раскрывают характеры героев, достоверно рисуют трагические испытания, выпавшие на долю отряда.— Советский экран, 1963

## В ролях
- Наталья Климова — Алики, медицинская сестра
- Геннадий Воропаев — Кимон, военный врач
- Алексей Сафонов — Мемос, коммунист
- Марина Вайнтрауб — Криньё, санитарка
- Павел Шпрингфельд — Михалис
- Антонис Яннидис — капитан Павлос
- Анхель Гутьеррес — греческий солдат
- Сотирос Белевендис — греческий солдат
- Андрей Майоров — новозеландский солдат
- Олег Хабалов — эпизод
- Анатолий Дудоров — эпизод
- Владимир Коренев — эпизод
- Лев Лобов — эпизод
- Клавдия Хабарова — эпизод
- Юлия Цоглин — крестьянка